# Paulo Orlando
Paulo Orlando (né le 1er novembre 1985 à São Paulo au Brésil) est un joueur de champ extérieur des Royals de Kansas City de la Ligue majeure de baseball.
Membre de l'équipe des Royals championne de la Série mondiale 2015, Orlando est le premier Brésilien à jouer dans une Série mondiale.

## Carrière
Paulo Orlando, un sprinter de l'équipe nationale brésilienne dont les spécialités sont les épreuves du 200 mètres et du 400 mètres haies, signe son premier contrat professionnel avec les White Sox de Chicago en 2005 après un essai au Brésil. Il pratiquait le baseball depuis l'âge de 12 ans, s'étant initié au sport en compagnie d'immigrants japonais établis à São Paulo et jouant le week-end.
Orlando évolue en ligues mineures de 2006 à 2008 dans l'organisation des White Sox et est alors considéré comme leur coureur le plus rapide. Le 9 août 2008, les White Sox échangent Orlando aux Royals de Kansas City en retour du lanceur gaucher des majeures Horacio Ramírez.
Il joue pour l'équipe du Brésil à la Classique mondiale de baseball 2013.
En 9 saisons dans les mineures, Orlando réussit au moins 20 buts volés par saison à sept reprises, dont un sommet de 34 avec les Storm Chasers d'Omaha en 2014. Il fait ses débuts dans le baseball majeur le 9 avril 2015 avec les Royals de Kansas City contre les White Sox. Il réussit dans ce match son premier coup sûr au plus haut niveau : un triple contre le lanceur John Danks. Il réussit 5 triples à ses 7 premiers matchs dans les majeures, un fait inédit.
Il frappe pour ,249 de moyenne au bâton avec 7 coups de circuit, 6 triples et 27 points produits en 86 matchs des Royals à sa saison recrue en 2015. Il fait partie de l'équipe des Royals championne de la Série mondiale 2015.